# Schlüsselkasten

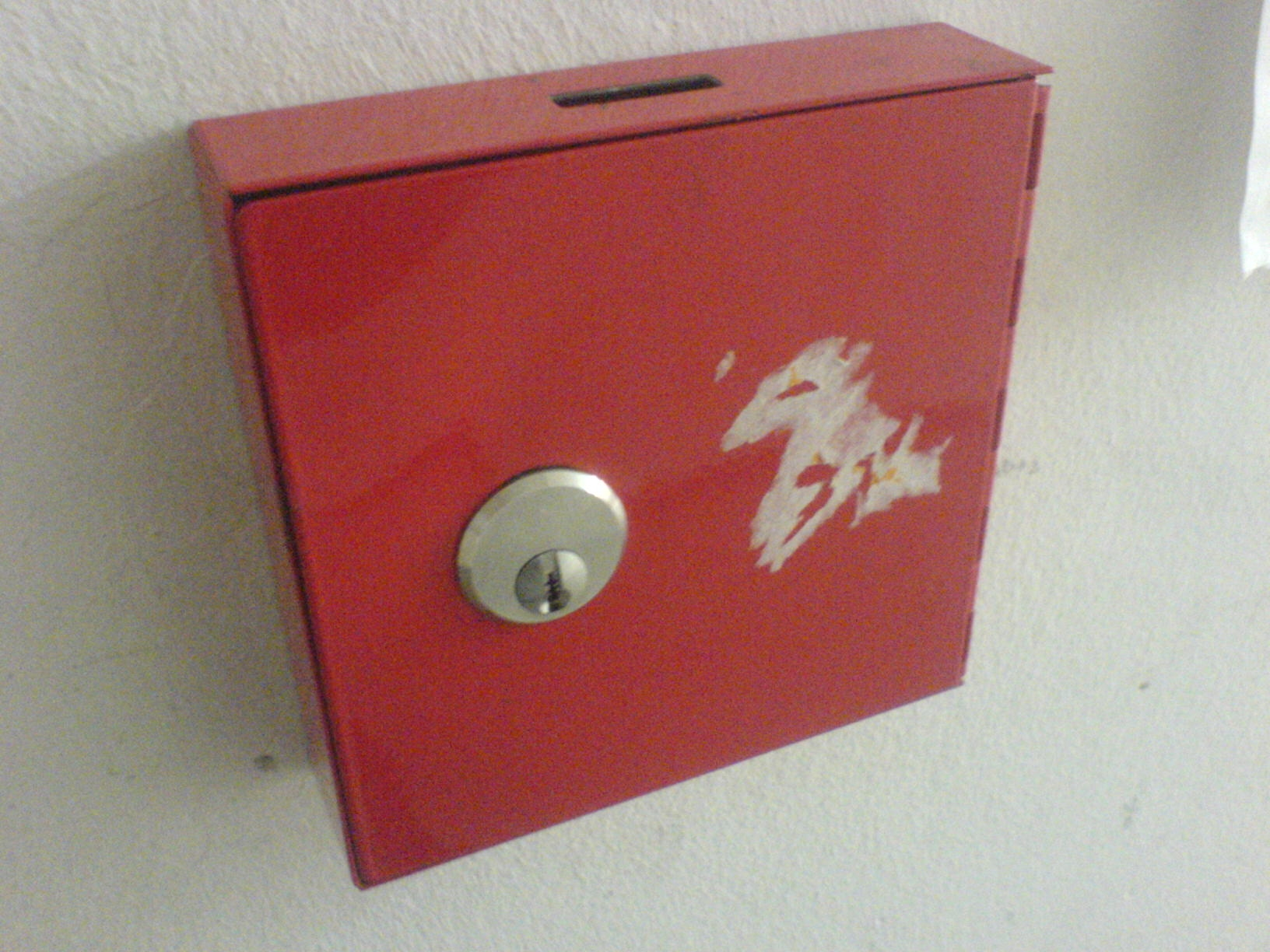
Schlüsselkasten in der typischen roten Farbe

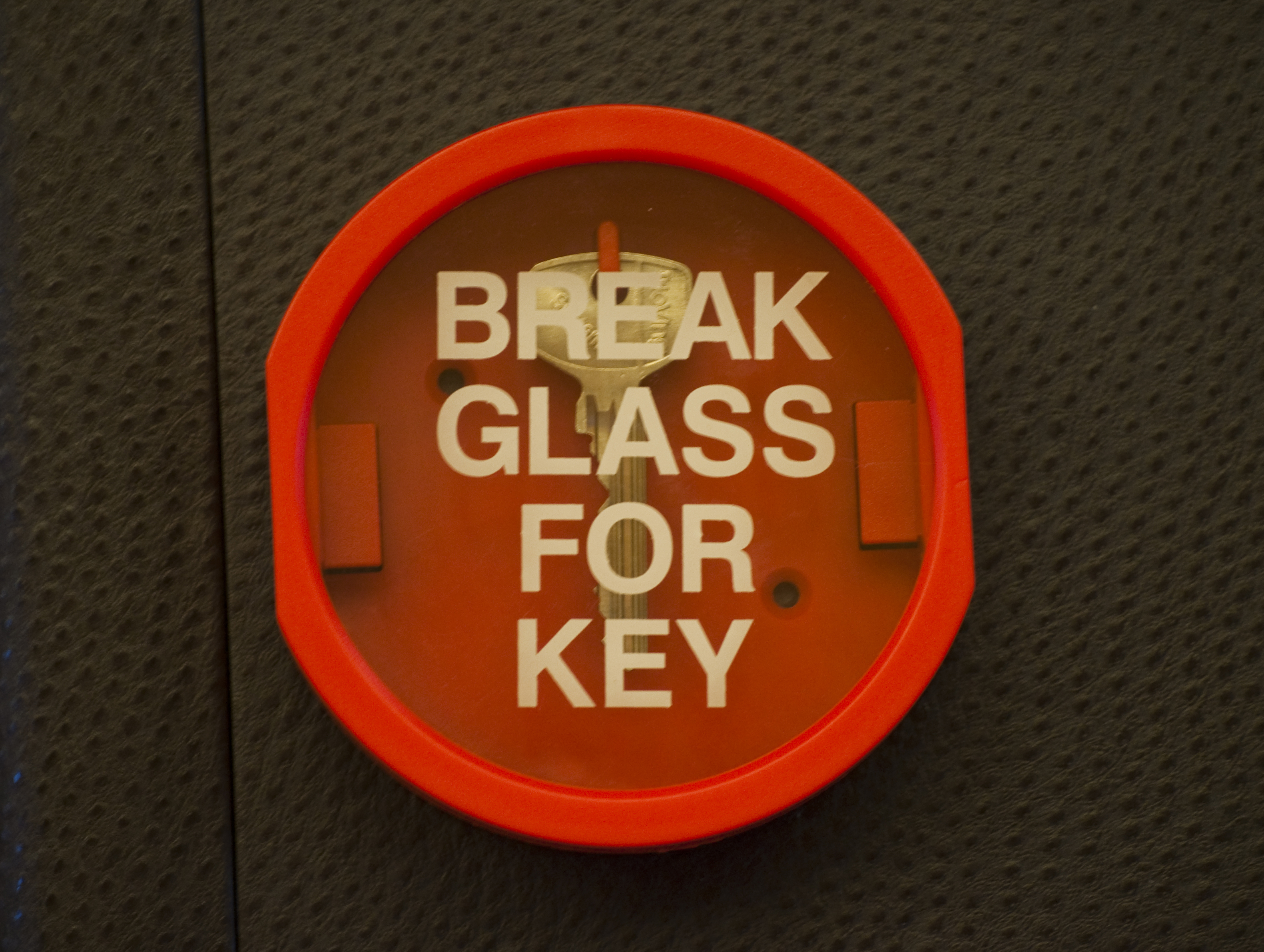
Schlüsselkasten mit Glasscheibe und hier der Aufforderung als Hinweis zum Einschlagen der Glasscheibe, um an den innen sichtbaren Schlüssel zu gelangen.

Ein Schlüsselkasten ist ein Aufbewahrungsort für Schlüssel. Bei öffentlichen Gebäuden aber auch in Mietshäusern wird solch ein abschließbarer Kasten oft vor oder neben Türen angebracht. Somit benötigt man nur einen einzigen Sicherheitsschlüssel für diese Tür, der sich im Schlüsselkasten befindet, und zum Öffnen des Schlüsselkastens erhält jeder Befugte einen Schlüssel zum Schlüsselkasten.
Ein weiter Vorteil ist folgender: Geht einem der Befugten der Schlüssel verloren, muss nur das Schloss für den Schlüsselkasten sowie die dazugehörigen Schlüssel für alle Befugten ersetzt werden; nicht aber die möglicherweise teure Schließeinrichtung der Tür und sämtliche Sicherheitsschlüssel dazu. Umgekehrt ist bei einem Defekt am Sicherheitsschloss nur ein neuer Sicherheitsschlüssel notwendig, nicht aber viele teure Kopien dazu. Wenn der Zugang für alle Berechtigten gesperrt werden soll, kann dies sofort und sehr einfach geschehen, indem man einfach den Sicherheitsschlüssel aus dem Kasten entfernt; ansonsten müsste man zunächst alle im Umlauf befindlichen Schlüssel einsammeln was (zeit)aufwendig ist. 
Manche Modelle verfügen über ein Fenster aus Sicherheitsglas (Bild), welches eingeschlagen werden kann, beispielsweise um im Notfall an den Schlüssel für Türen zu gelangen, die normalerweise verschlossen sind. 
In den technischen Anschlussbedingungen für Brandmeldeanlagen nach DIN 14675 werden ggf. spezielle Schlüsselkästen von der Feuerwehr gefordert.
Neben dem Schlüsselkasten zur Aufbewahrung von Sicherheitsschlüsseln in öffentlichen Gebäuden, kommt er in größerer Form in privaten Haushalten oder im Gewerbe für z. B. Autoschlüssel zum Einsatz. Hier dienen Schlüsselkästen einerseits zum übersichtlichen Aufbewahren und leichtem Auffinden der Schlüssel und andererseits zur sicheren Verwahrung derselben (z. B. Autoschlüssel in einem Autohaus).
Andere Namen, insbesondere für Schlüsselkästen zur Verwahrung mehrerer Schlüssel, sind Schlüsseldepot oder Schlüsseltresor. Verzichtet man auf das Abschließen, werden Schlüssel also offen zugänglich aufbewahrt, dann spricht man von einem Schlüsselbrett.